# Jugoslavija na Zimskih olimpijskih igrah 1972
Socialistično federativno republiko Jugoslavijo je na Zimskih olimpijskih igrah 1972 v Saporu zastopalo šestindvajset športnikov v štirih športih. 

## Alpsko smučanje
Moški
| Smučar       | Disciplina | 1. tek  | 1. tek    | 2. tek  | 2. tek    | Skupaj  | Skupaj    |
| Smučar       | Disciplina | Čas     | Uvrstitev | Čas     | Uvrstitev | Čas     | Uvrstitev |
| ------------ | ---------- | ------- | --------- | ------- | --------- | ------- | --------- |
| Marko Kavčič | Veleslalom | 1:39,01 | 35        | 1:46,08 | 34        | 3:25,09 | 31        |
| Marko Kavčič | Slalom     | 1:44,53 | 3         | Ods     | –         | Ods     | –         |

## Hokej na ledu

### Prvi krog
| Jugoslavija | 1 - 8 | Švedska |

### Tolažilna skupina
| Poz | Reprezentanca   | OT | Z | P | N | DG | PG | Toč |
| --- | --------------- | -- | - | - | - | -- | -- | --- |
| 7   | Zahodna Nemčija | 4  | 3 | 1 | 0 | 22 | 10 | 6   |
| 8   | Norveška        | 4  | 3 | 1 | 0 | 16 | 14 | 6   |
| 9   | Japonska        | 4  | 2 | 1 | 1 | 17 | 16 | 5   |
| 10  | Švica           | 4  | 0 | 2 | 2 | 9  | 16 | 2   |
| 11  | Jugoslavija     | 4  | 0 | 3 | 1 | 9  | 17 | 1   |

| Jugoslavija | 2 - 6 | Norveška |
| Jugoslavija | 2 - 6 | Nemčija  |
| Jugoslavija | 2 - 3 | Japonska |
| Jugoslavija | 3 - 3 | Švica    |

|  | Postava Anton Gale Rudi Knez Bogo Jan Viktor Ravnik Ivo Ratej Drago Savič Ivo Jan starejši Franci Žbontar Rudi Hiti Boris Renaud Janez Puterle Albin Felc Roman Smolej Silvo Poljanšek Viktor Tišlar Slavko Beravs Bojan Kumar Božidar Beravs Gorazd Hiti Štefan Seme |

## Nordijska kombinacija
| Kombinatorec  | Disciplina   | Smučarski skoki | Smučarski skoki | Smučarski skoki | Smučarski skoki | Smučarski tek | Smučarski tek | Smučarski tek | Skupaj  | Skupaj    |
| Kombinatorec  | Disciplina   | 1. skok         | 2. skok         | Točke           | Uvrstitev       | Čas           | Točke         | Uvrstitev     | Točke   | Uvrstitev |
| ------------- | ------------ | --------------- | --------------- | --------------- | --------------- | ------------- | ------------- | ------------- | ------- | --------- |
| Janez Gorjanc | Individualno | 66,5            | 68,0            | 155,8           | 28              | 52:40,1       | 181,720       | 31            | 337,520 | 32        |

## Smučarski skoki
| Skakalec        | Disciplina         | 1. skok | 1. skok | 2. skok | 2. skok | Skupaj | Skupaj    |
| Skakalec        | Disciplina         | Dolžina | Točke   | Dolžina | Točke   | Točke  | Uvrstitev |
| --------------- | ------------------ | ------- | ------- | ------- | ------- | ------ | --------- |
| Drago Pudgar    | Srednja skakalnica | 73,5    | 97,8    | 73,5    | 99,3    | 197,1  | 35        |
| Marjan Mesec    | Srednja skakalnica | 74,0    | 100,1   | 71,0    | 95,3    | 195,4  | 37        |
| Peter Štefančič | Srednja skakalnica | 77,0    | 107,9   | 77,5    | 110,2   | 218,1  | 10        |
| Danilo Pudgar   | Srednja skakalnica | 79,5    | 112,4   | 68,5    | 92,3    | 204,7  | 27        |
| Peter Štefančič | Velika skakalnica  | 79,0    | 67,6    | 84,0    | 77,6    | 145,2  | 48        |
| Marjan Mesec    | Velika skakalnica  | 83,0    | 78,7    | 84,5    | 83,8    | 162,5  | 37        |
| Drago Pudgar    | Velika skakalnica  | 91,5    | 95,6    | 84,0    | 84,1    | 179,7  | 23        |
| Danilo Pudgar   | Velika skakalnica  | 92,5    | 98,5    | 97,5    | 107,5   | 206,0  | 8         |